# Cecilie Beck
 Der er for få eller ingen kildehenvisninger i denne artikel, hvilket er et problem. Du kan hjælpe ved at angive troværdige kilder til de påstande, som fremføres i artiklen.

Cecilie Bertelsen Beck (født 2. oktober 1970 i Horsens) er er en dansk journalist, der p.t. er studievært på TV 2 Nyhederne. 
Cecilie er opvokset i Kalhave vest for Horsens,og uddannet journalist fra Danmarks Journalisthøjskole i 1997.
Hun har tidligere været ansat hos DR, hvor hun bl.a. har været med til at lave DR1-programmerne Søndagsmagasinet og Rapporten samt DR2-programmet Indefra og DR2-nyhedsudsendelsen Deadline. Herudover medvirkede hun i tv-serien Anna Pihls afsnit nr. 8-10 (sendt på TV 2 2006).
Fra 2006 var hun på ny blevet tilknyttet DR, hvor hun skulle være studievært på Søndagsmagasinet. Beck fortrød dog sit valg om at vende tilbage til DR i september 2006. På grund af uoverensstemmelser med ledelsen i DR's aktualitetsafdeling om hendes ansættelsesforhold, valgte hun at blive på TV 2. Her skiftede hun værtsrollen på Nyhederne, ud med opgaven som vært på magasinprogrammet Dags Dato, som hun overtog fra Poul Erik Skammelsen. Hun er siden blevet vært for sundhedsprogrammet Praxis.

## Privat
Hun blev gift med journalisten Rasmus Tantholdt i Thailand d. 29. november 2010. De blev skilt i 2016. 
I 1997 fødte hun datteren Astrid Beck Lassen (27 år) og i 2001 datteren Frida Beck Lassen (23 år),  som hun har sammen med eksmanden Carsten Lassen.